# Crepidogastrini
Crepidogastrini es una tribu de coleópteros adéfagos perteneciente a la familia Carabidae. 

## Géneros
- Brachynillus
- Crepidogaster
- Crepidogastrillus
- Crepidogastrinus
- Crepidolomus
- Crepidonellus